# Zliv
Zliv (německy Sliw) je město v okrese České Budějovice v Jihočeském kraji. Leží deset kilometrů severozápadně od Českých Budějovic a čtyři kilometry západně od Hluboké nad Vltavou. Ve městě žije přibližně 3 500 obyvatel.

## Historie
V okolí se nachází několik archeologicky významných lokalit (stopy osídlení a železářské výroby z doby římské v poloze Varta; depot stříbrných denárů z období kolem roku 1030, objevený roku 1974 v místě U Jerhotů). První písemná zmínka o Zlivi pochází z roku 1409. Koncem 15. století bylo zaznamenáno, že Zliv patřila pod rychtářství Purkarec.
V 19. století byla ve Zlivi založena keramická továrna a šamotka, která v současnosti patří firmě Schiedel. Odkaz na ni lze nalézt také ve znaku města.
Od roku 1850 byla Zliv samostatnou obcí. V letech 1850–1867 byly součástí obce i Munice, do roku 1960 i Zálužice. V letech 1870–1880 se jako osada obce uváděl i Králičí Vrch. Na město byla obec povýšena v roce 1960. V období 30. dubna 1976 do 23. listopadu 1990 spadaly pod Zliv Pištín, Češnovice, Pašice, Zálužice a Zahájí.

## Přírodní poměry
Vlastní městská zástavba je situována mezi rybníkem Bezdrev, Zlivským rybníkem a Mydlovarským rybníkem.
Do katastrálního území Zliv u Českých Budějovic zasahuje území přírodní památky a evropsky významné lokality Hlubocké hráze.

## Obyvatelstvo
| Rok            | 1869 | 1880 | 1890 | 1900  | 1910  | 1921  | 1930  | 1950  | 1961  | 1970  | 1980  | 1991  | 2001  | 2011  | 2021  |
| -------------- | ---- | ---- | ---- | ----- | ----- | ----- | ----- | ----- | ----- | ----- | ----- | ----- | ----- | ----- | ----- |
| Počet obyvatel | 285  | 454  | 614  | 1 024 | 1 280 | 1 370 | 1 502 | 1 368 | 2 125 | 2 787 | 3 547 | 3 770 | 3 699 | 3 489 | 3 410 |
| Počet domů     | 48   | 60   | 71   | 91    | 118   | 135   | 228   | 314   | 332   | 403   | 504   | 629   | 665   | 688   | 733   |

## Hospodářství
V západní části území Zlivi je situována terénní stanice Jihočeské univerzity Vomáčka. V severozápadní blízkosti města se nachází také mydlovarské MAPE – bývalá chemická úpravna uranové rudy.

## Doprava
Městem prochází železniční trať Plzeň – České Budějovice, na které se nachází stanice Zliv.

## Sport
Ve městě je fotbalové hřiště, tenisové kurty a hokejbalové hřiště.

## Pamětihodnosti
Z původní vesnické zástavby Zlivi se nedochovalo téměř nic, jedinou skutečně starobylou památkou ve městě je dvouobloukový kamenný most z počátku 18. století přes Soudný potok, zdobený sochou svatého Jana Nepomuckého z roku 1724. Za zmínku stojí také novogotický kostel svatého Václava.

## Osobnosti
- Karla Štěpánová (* 1991), cyklistka a bikerka, reprezentantka v cross country

## Galerie

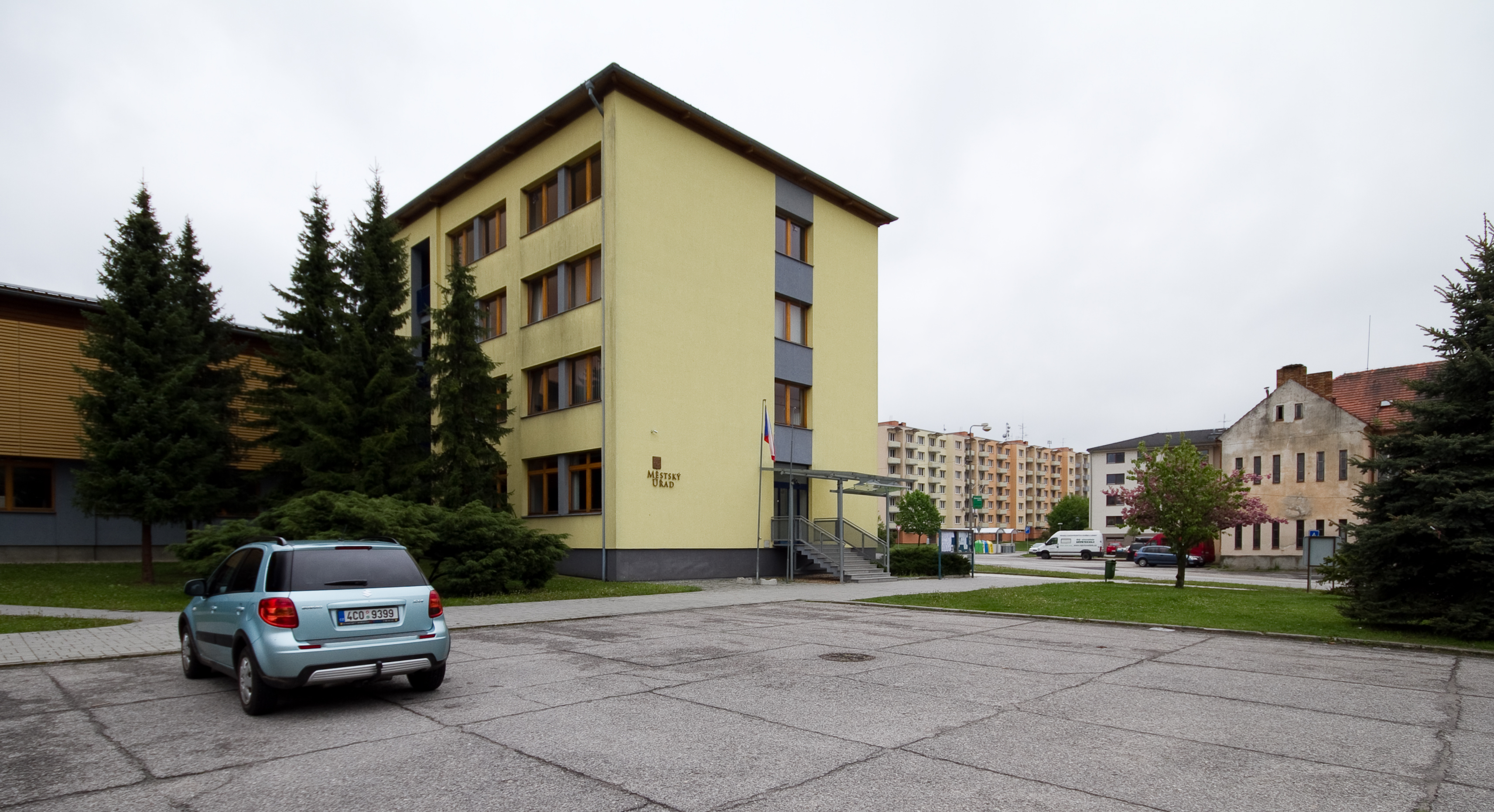
Městský úřad
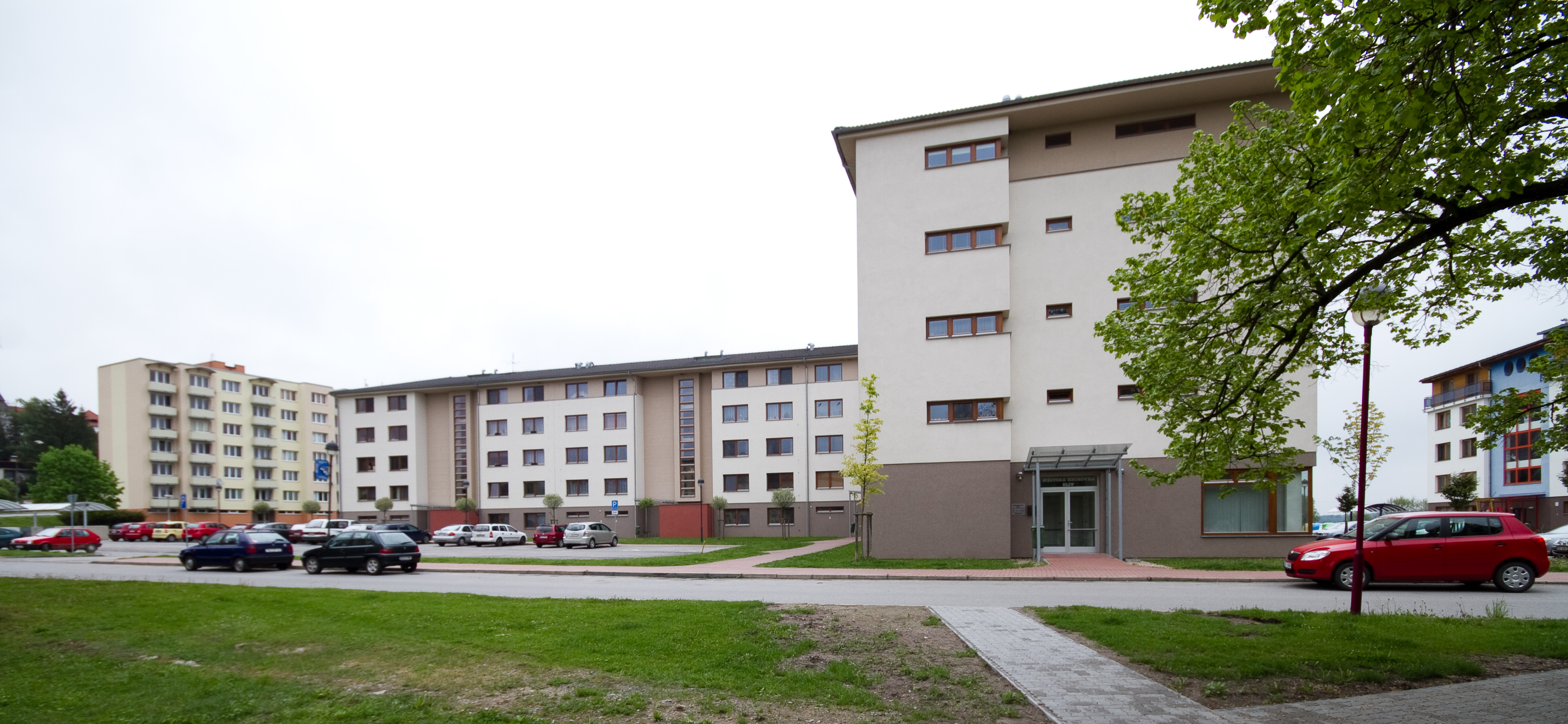
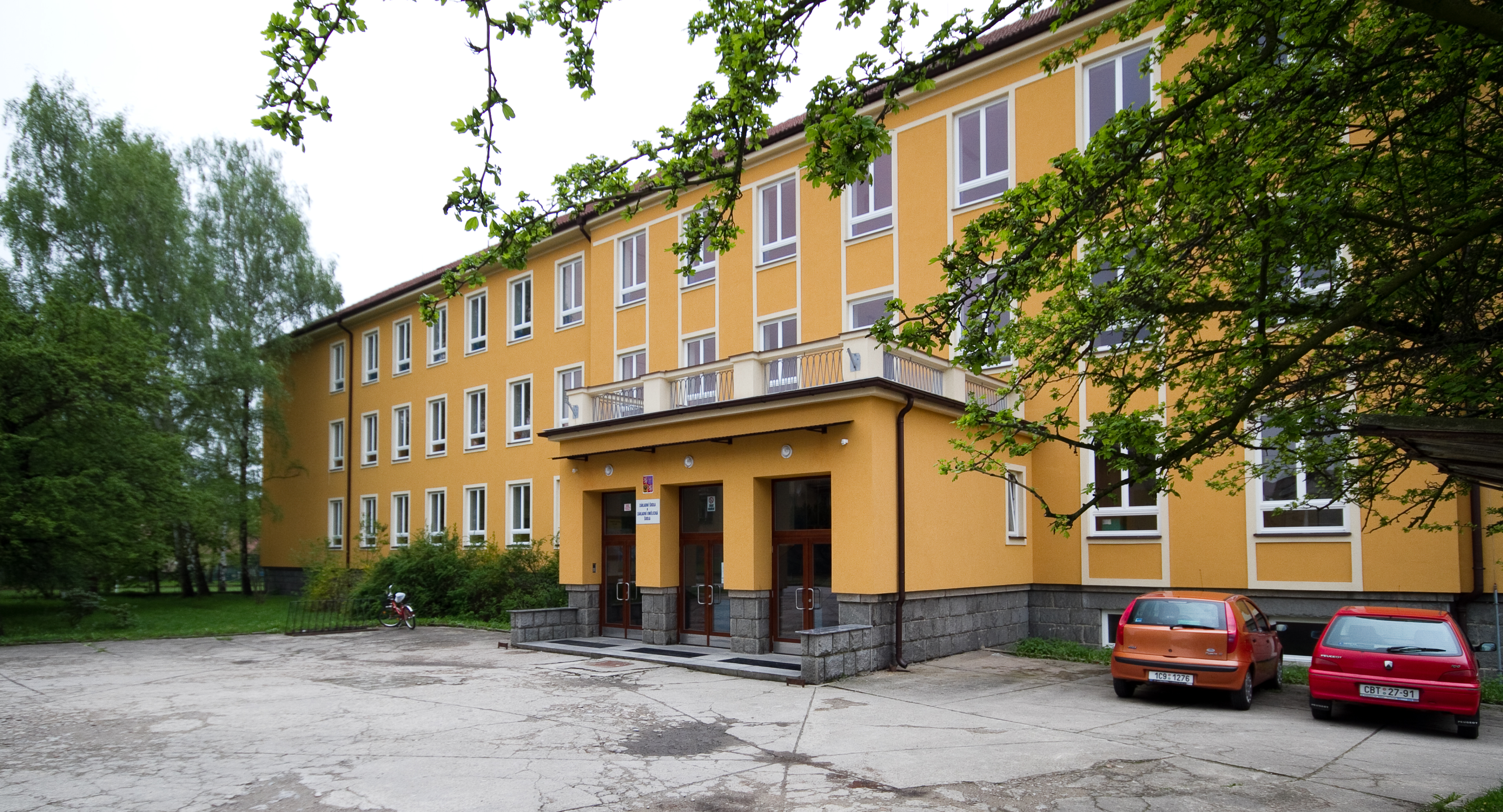
ZŠ a ZUŠ Zliv
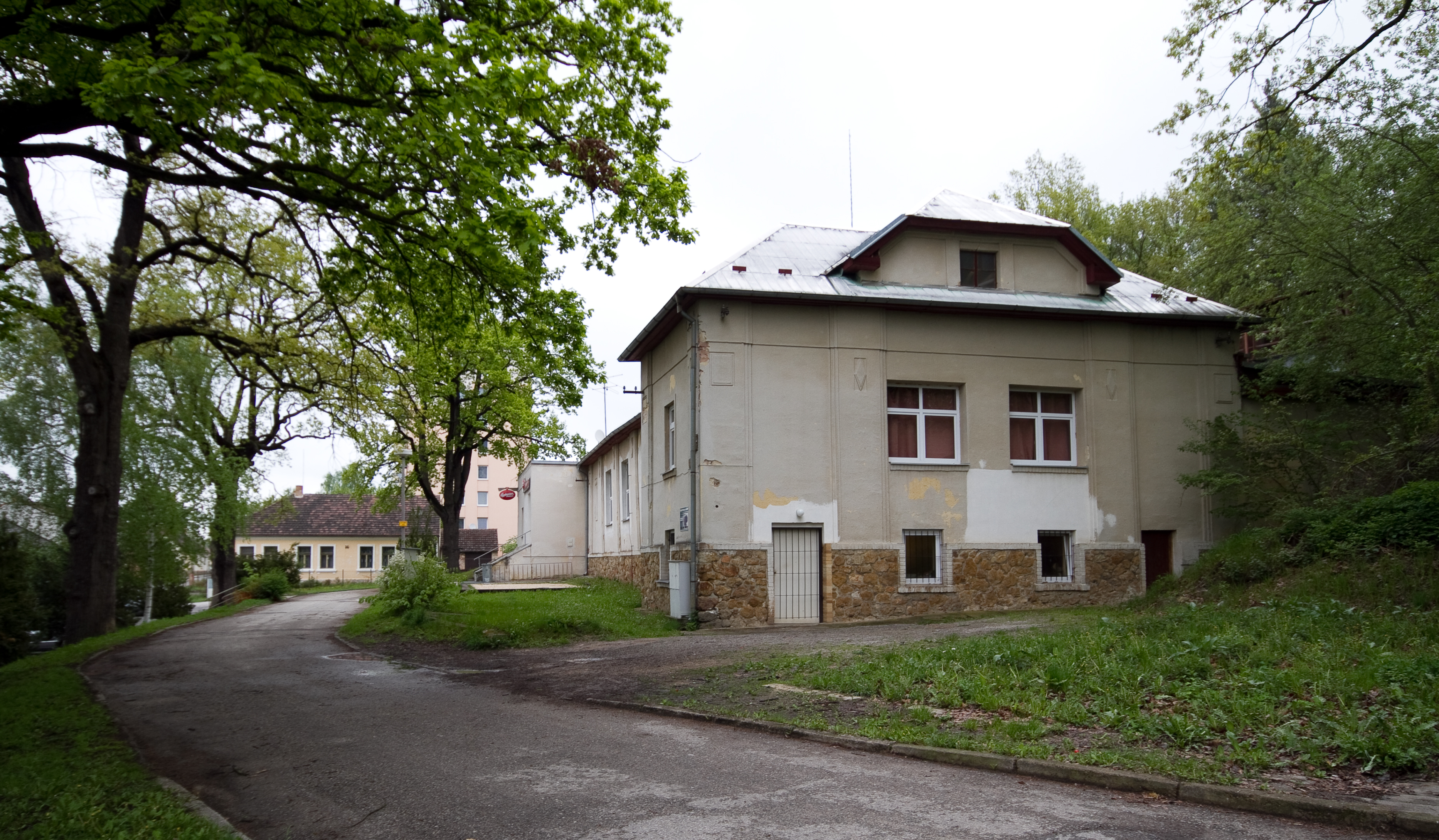
Bývalá Sokolovna
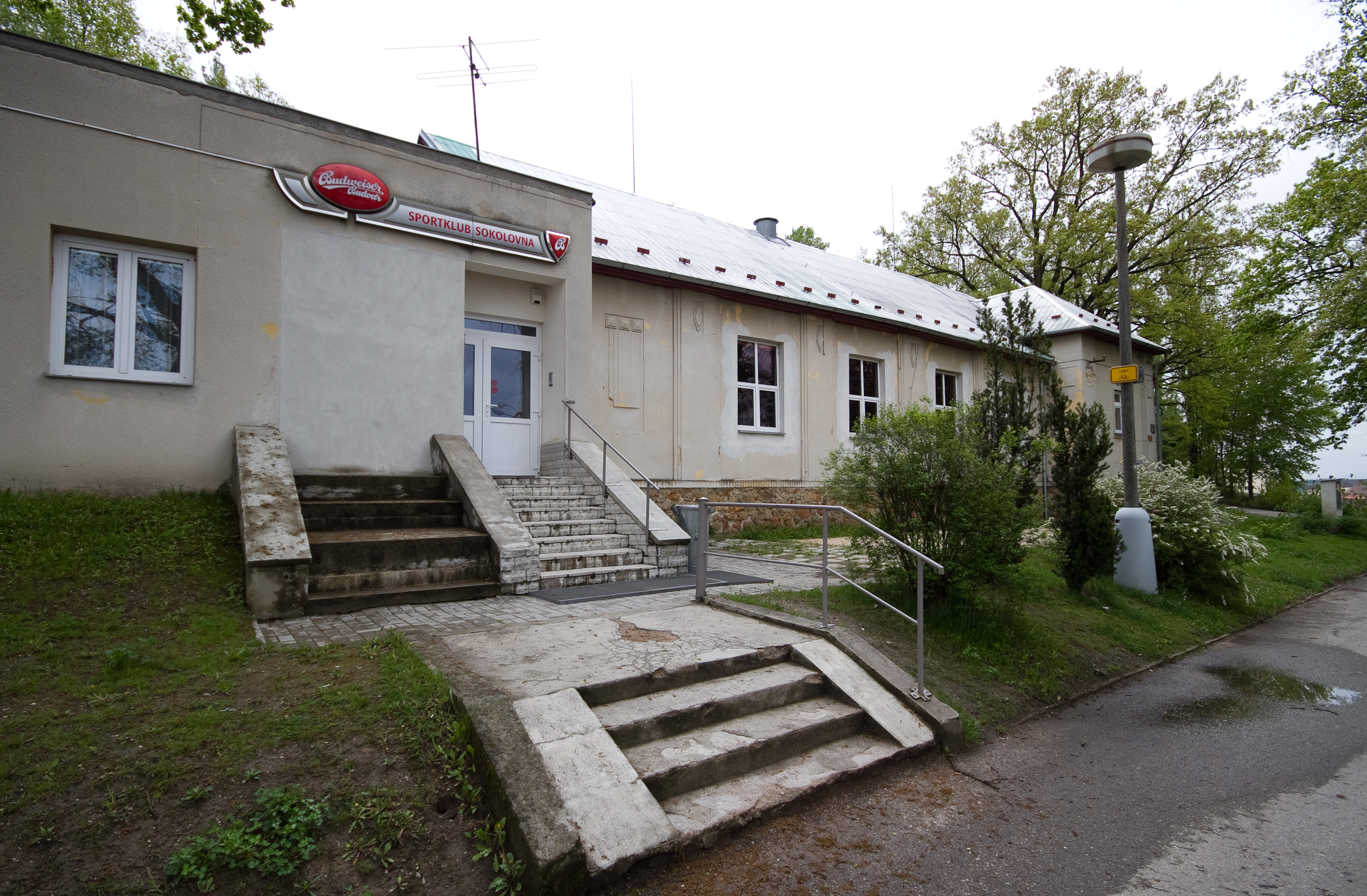
Bývalá Sokolovna
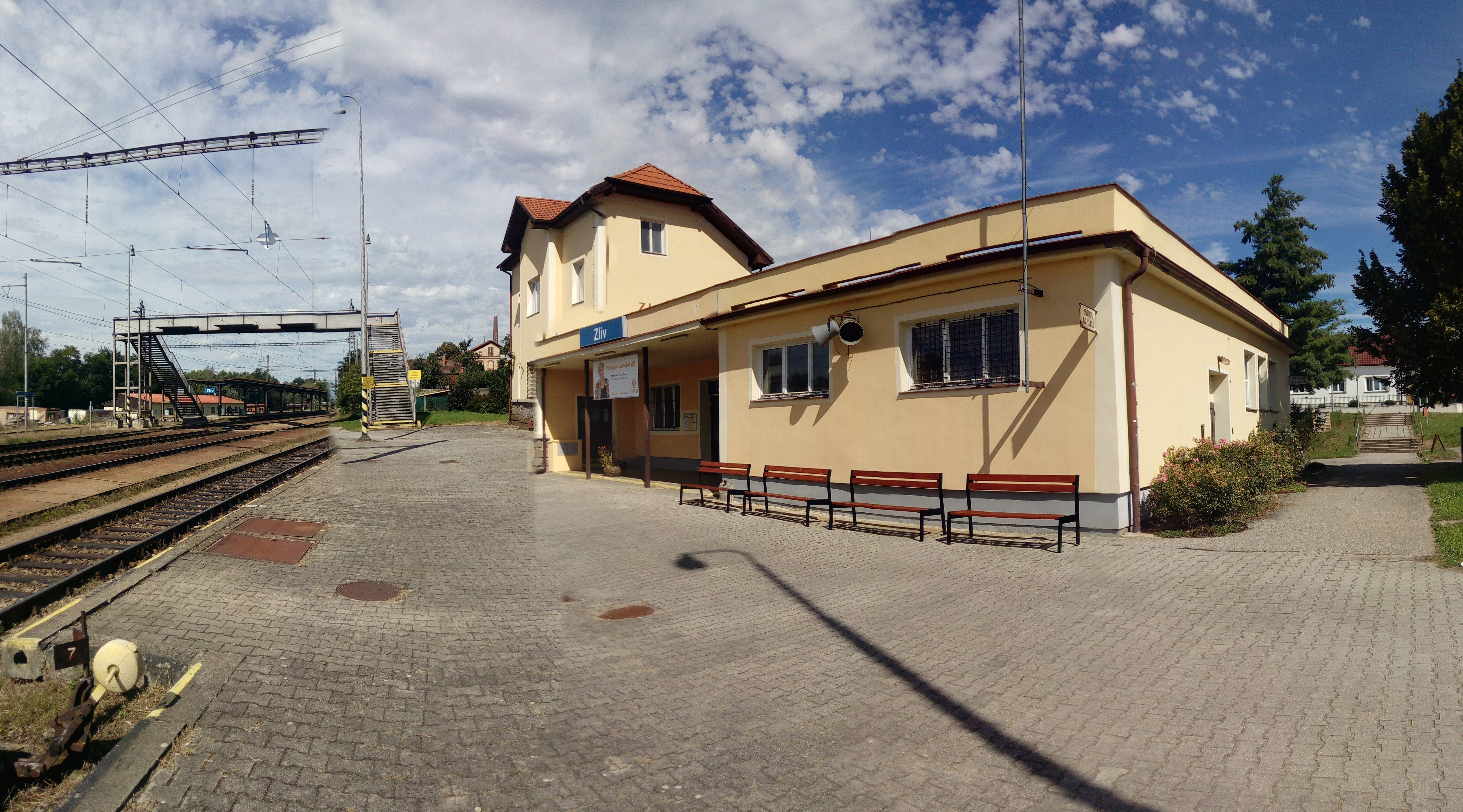
Vlakové nádraží
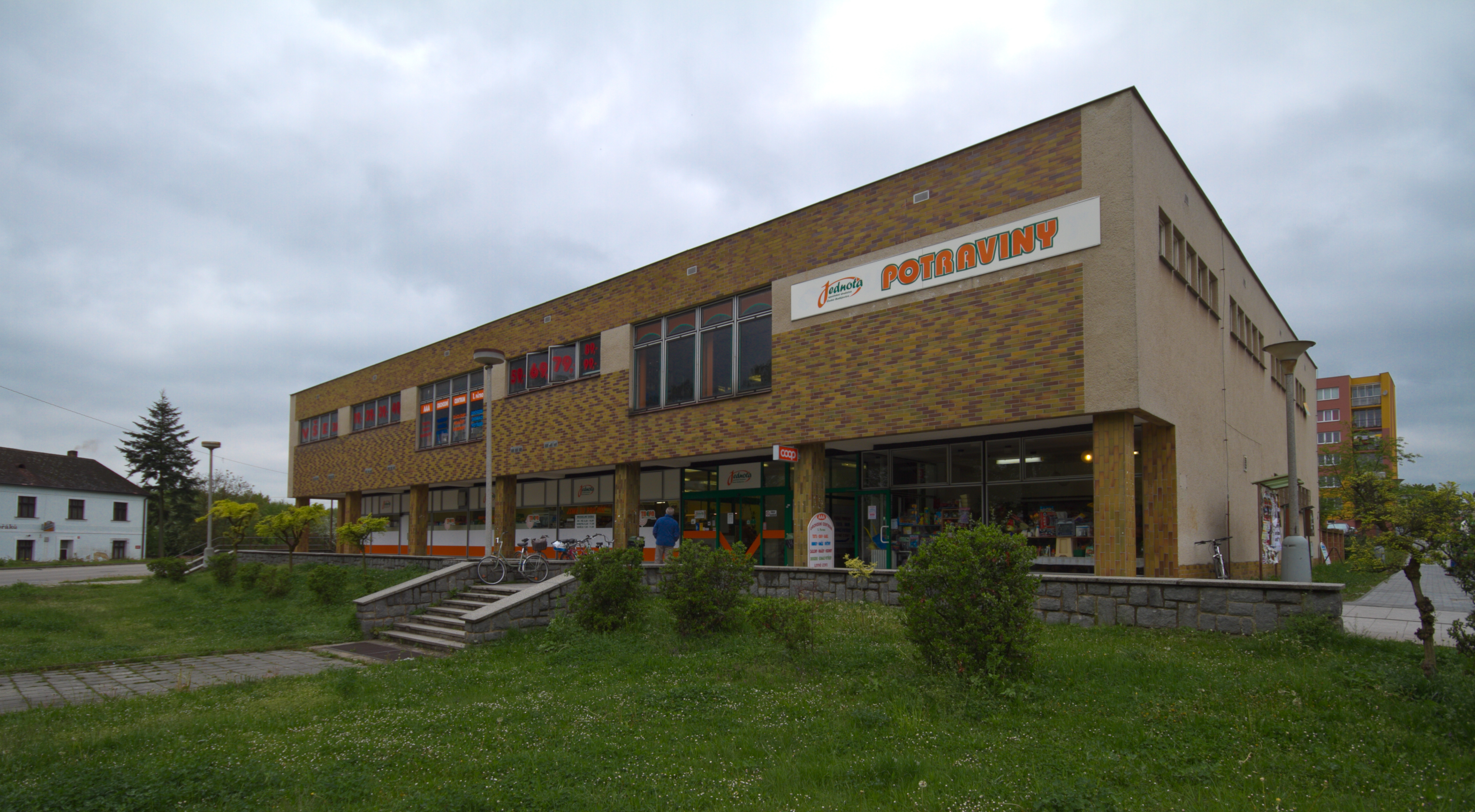
Obchodní dům Jednota
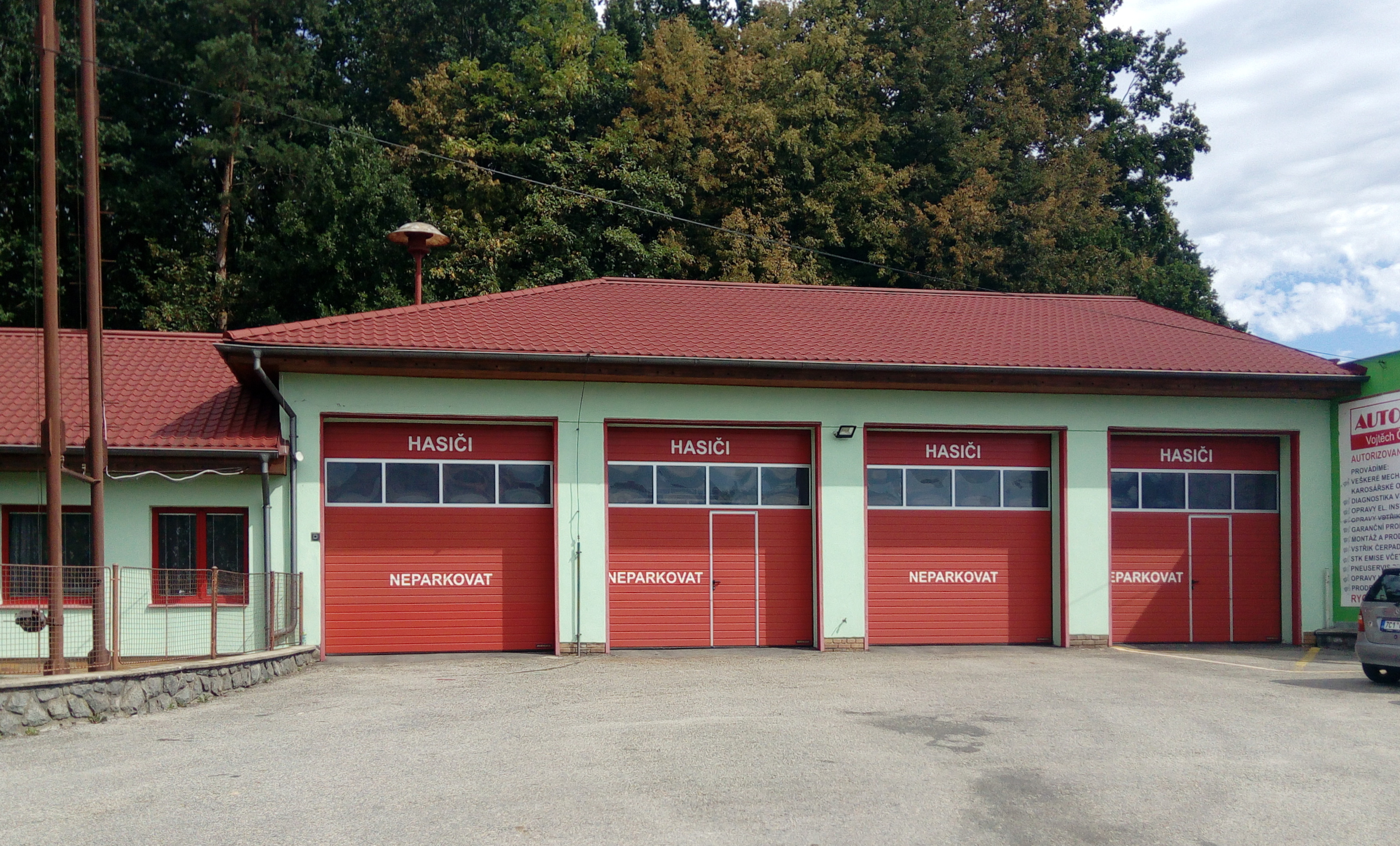
Hasičská stanice
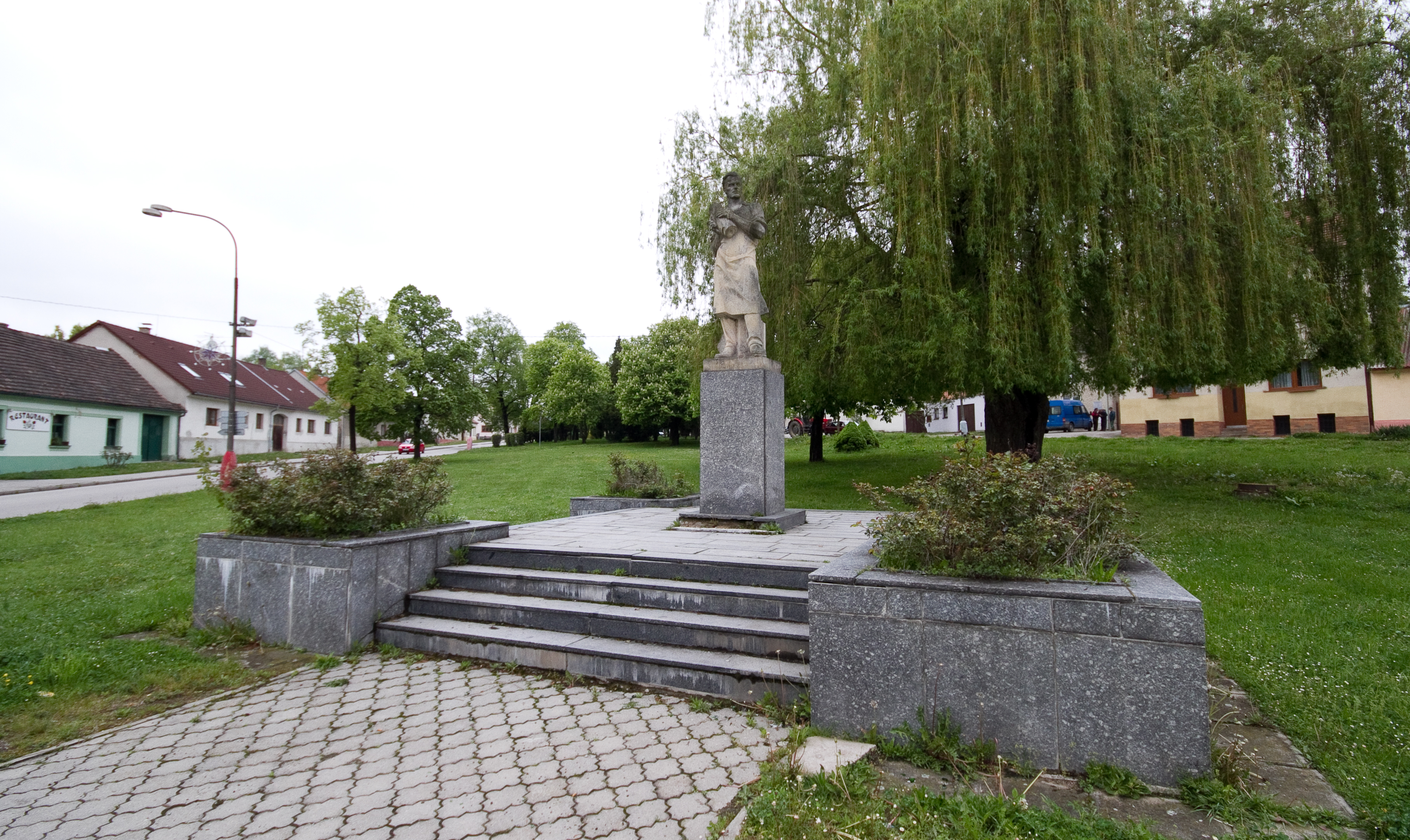
Pomník dělníka šamotáře
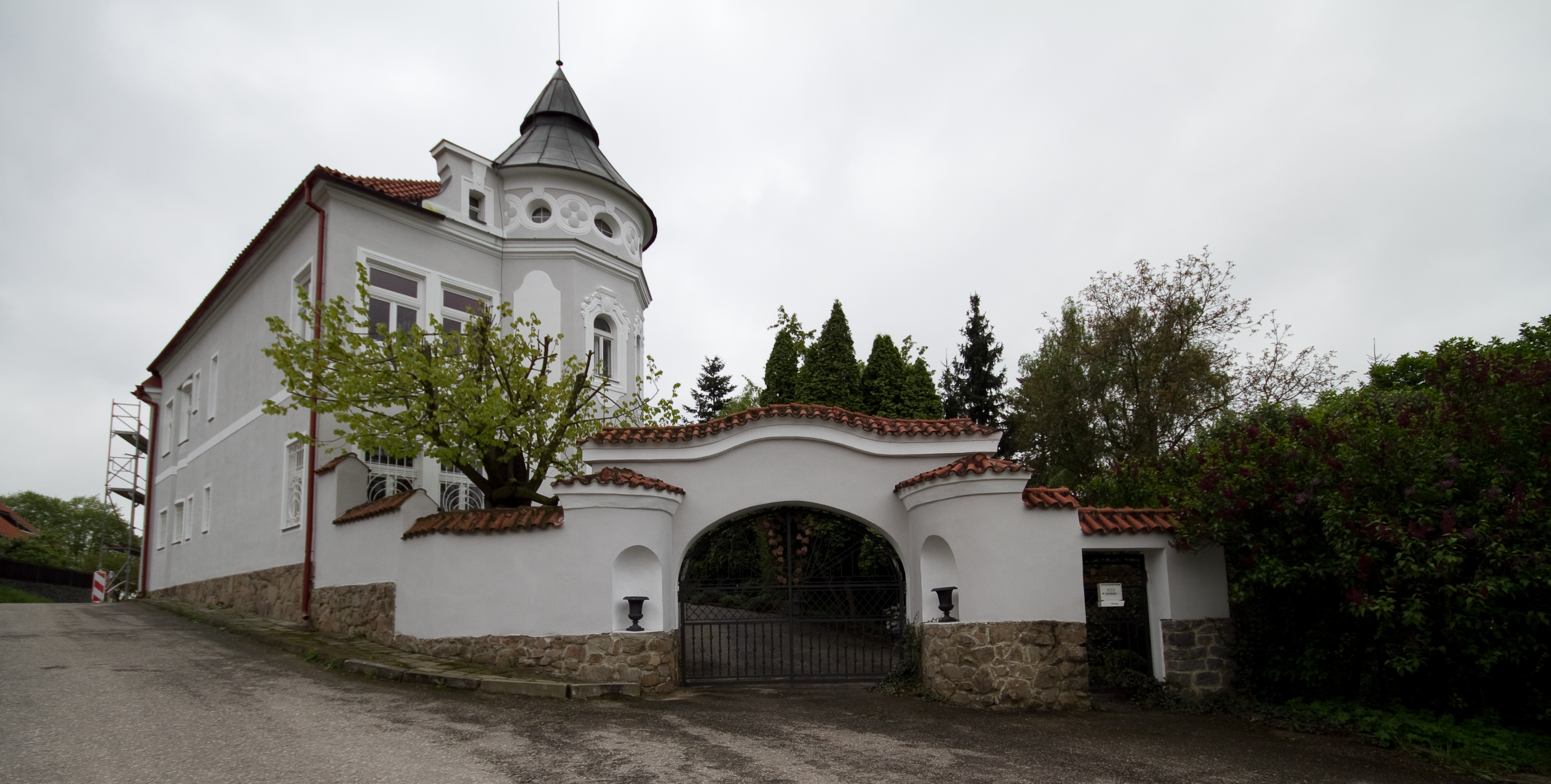
Kuklovina
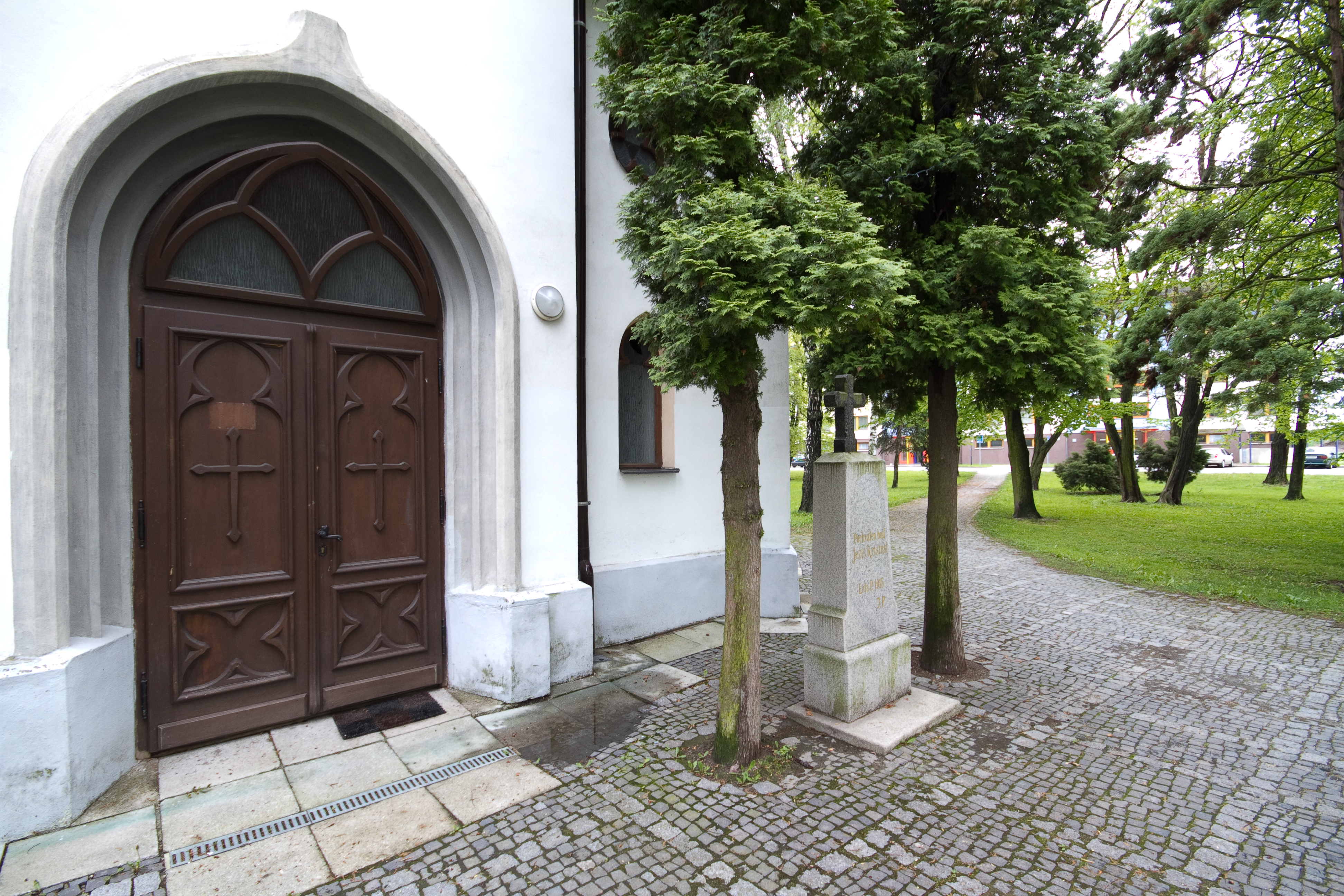
Kostel svatého Václava
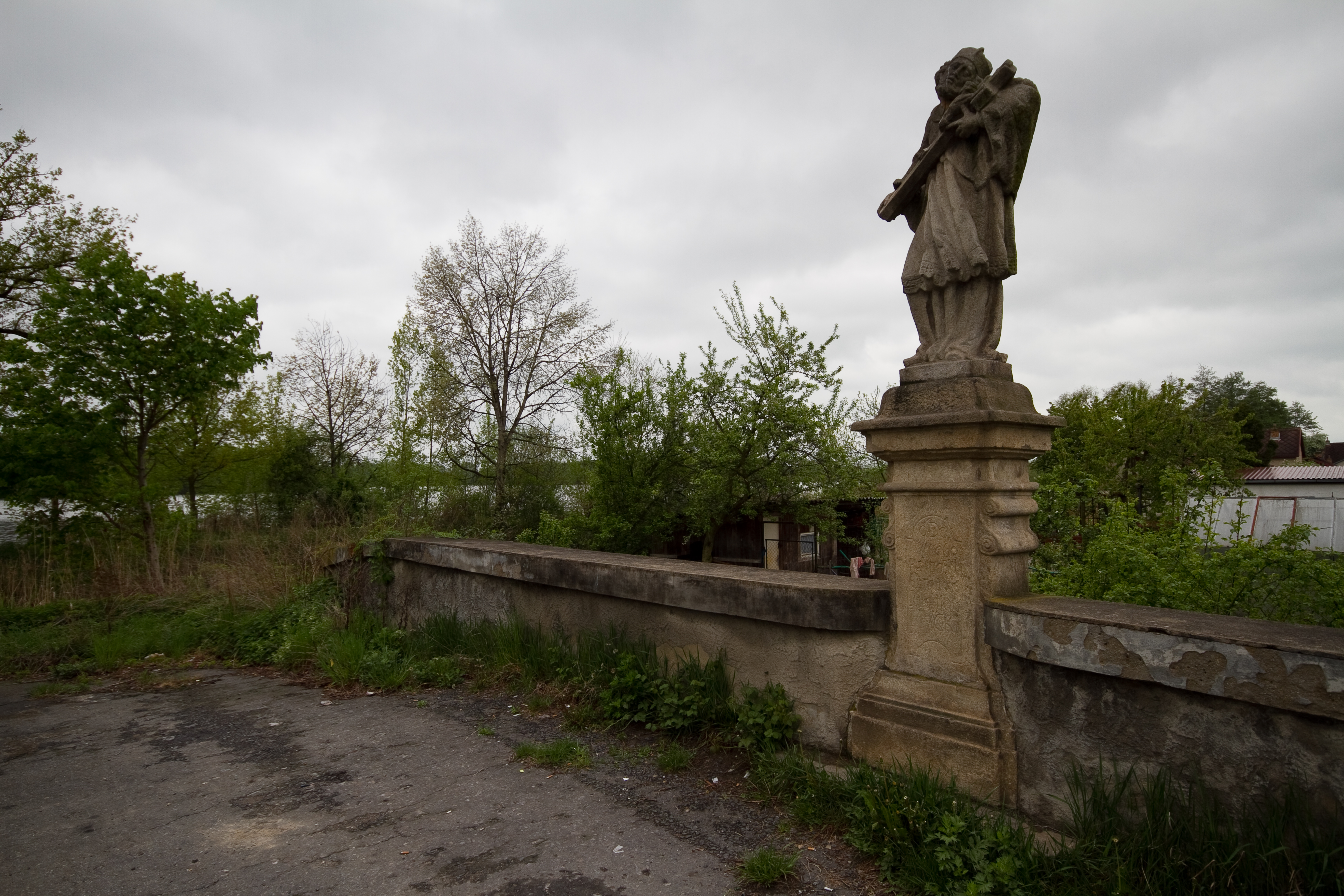
Kamenný most se sochou svatého Jana Nepomuckého